# Place André-Malraux
La place André-Malraux est une voie du 1er arrondissement de Paris, en France.

## Situation et accès
Les deux fontaines du Théâtre-Français (ancien nom de la place dû à la présence du bâtiment de la Comédie-Française), datant de 1874, de l'architecte Gabriel Davioud, sont ornées de sculptures dues à Mathurin Moreau, Albert-Ernest Carrier-Belleuse, Charles Gauthier et Louis-Adolphe Eude. Elles sont placées symétriquement par rapport à l'avenue de l'Opéra qui traverse la place dans sa diagonale.
La place André-Malraux est prolongée à l'est par la place Colette, terre-plein piétonnier.
Ses côtés nord et est sont bâtis d'immeubles à l'architecture typique du Second Empire, aujourd'hui, principalement à l'usage de bureaux. À l'ouest, la place est longée par la rue de Richelieu sur laquelle s'élève la Comédie-Française. Au sud, les constructions sont hétéroclites et plus anciennes puisqu'elles sont constituées par le trottoir sud de la rue Saint-Honoré, lotie et bâtie sans programme urbanistique unifié après la destruction de l'ancien hôpital des Quinze-Vingts, dans la seconde moitié du XVIIIe siècle. Dans l'axe de l'avenue de l'Opéra, l'Hôtel du Louvre domine la place.

## Origine du nom

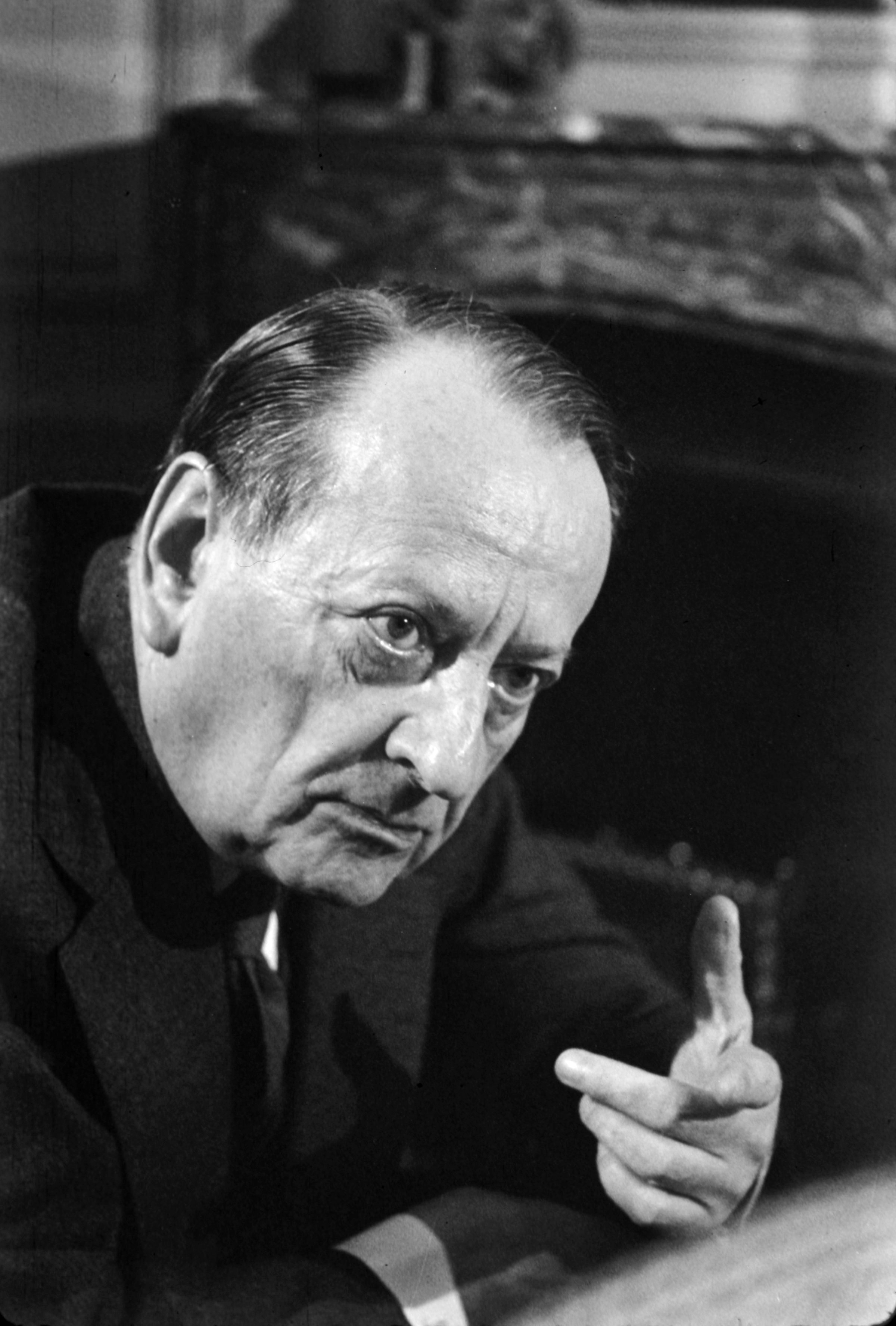
André Malraux, en 1974.

Cette place porte, depuis 1977, le nom d'André Malraux (1901-1976), écrivain, aventurier, homme politique et intellectuel français.

## Historique
La place a été aménagée, sous le nom de « place du Théâtre-Français », dans le cadre du percement de l'avenue de l'Opéra, dans les années 1860. Son ouverture a entraîné la disparition de la cour de la Brasserie, de la rue des Boucheries-Saint-Honoré et de la rue du Rempart, ainsi que d'un certain nombre des maisons des rues de Richelieu et Saint-Honoré.
Le 13 mai 1956, le ministre Louis Jacquinot y fit un vibrant hommage à Jeanne d'Arc. Lieu hautement symbolique, puisqu'il s'agit de l'endroit où cette dernière, en 1429, attaqua en vain les remparts de Paris.

## Bâtiments remarquables et lieux de mémoire
- No 1 et 172, rue de Rivoli : Hôtel du Louvre qui fut le quartier général d'un Sonderkommando SS durant la Seconde Guerre mondiale[2]

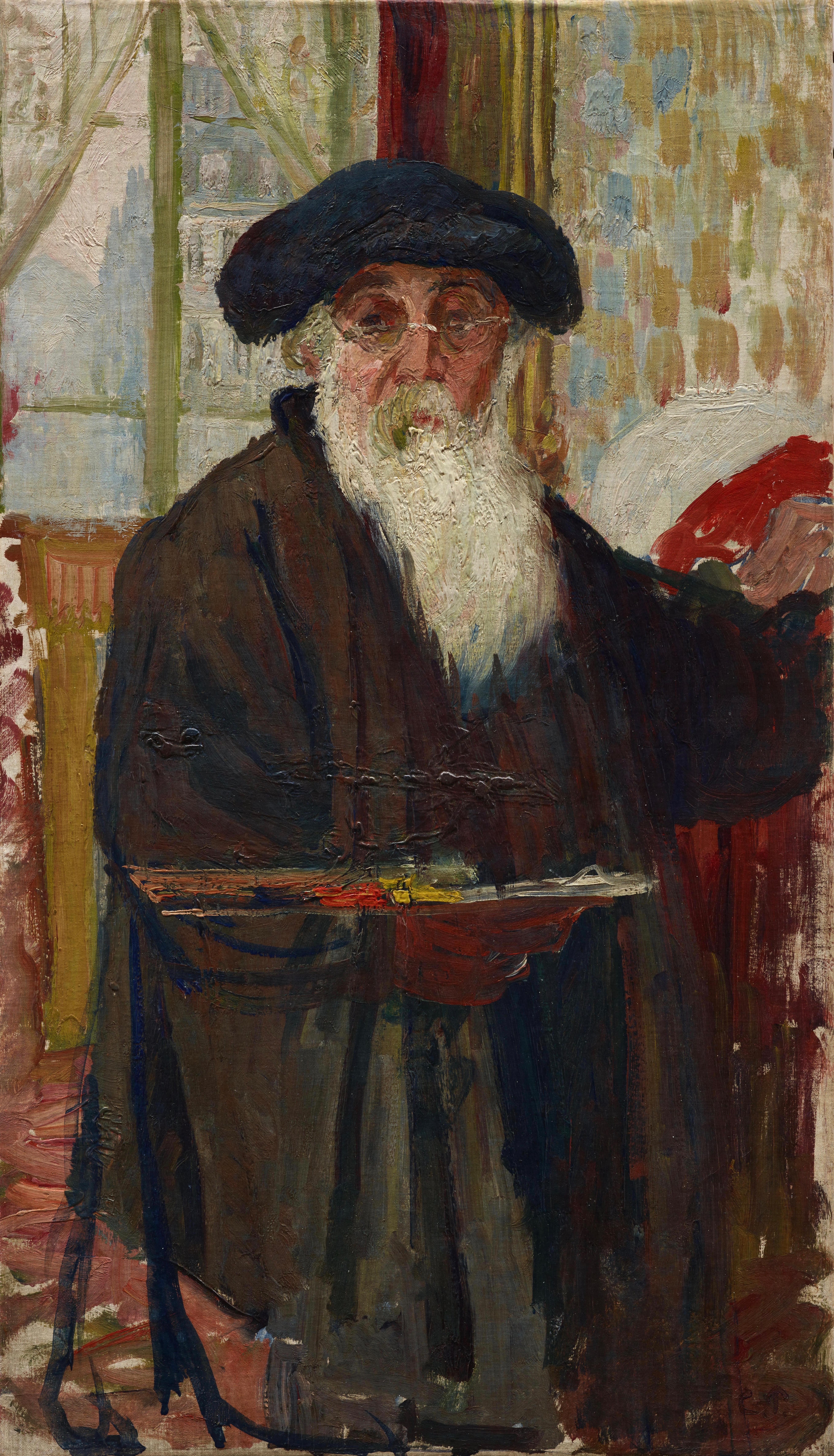
Autoportrait à la palette, vers 1898,
Camille Pissarro.
Musée d'Art de Dallas.

- - Le peintre impressionniste Camille Pissarro s'y installe dans une suite au deuxième étage, entre décembre 1897 et février 1898. Son autoportrait conservé au musée de Dallas le représente assis à la fenêtre. Ses problèmes oculaires ne lui permettent plus de travailler en extérieur[3]. Il ne terminera pas ce tableau. Peut-être l'a-t-il abandonné dans sa hâte d'achever sa série de peintures urbaines, représentant l'avenue de l'Opéra[4].
- No 5, angle avec le 1, avenue de l'Opéra : emplacement du  magasin du malletier Moynat, de 1869 à 1976.

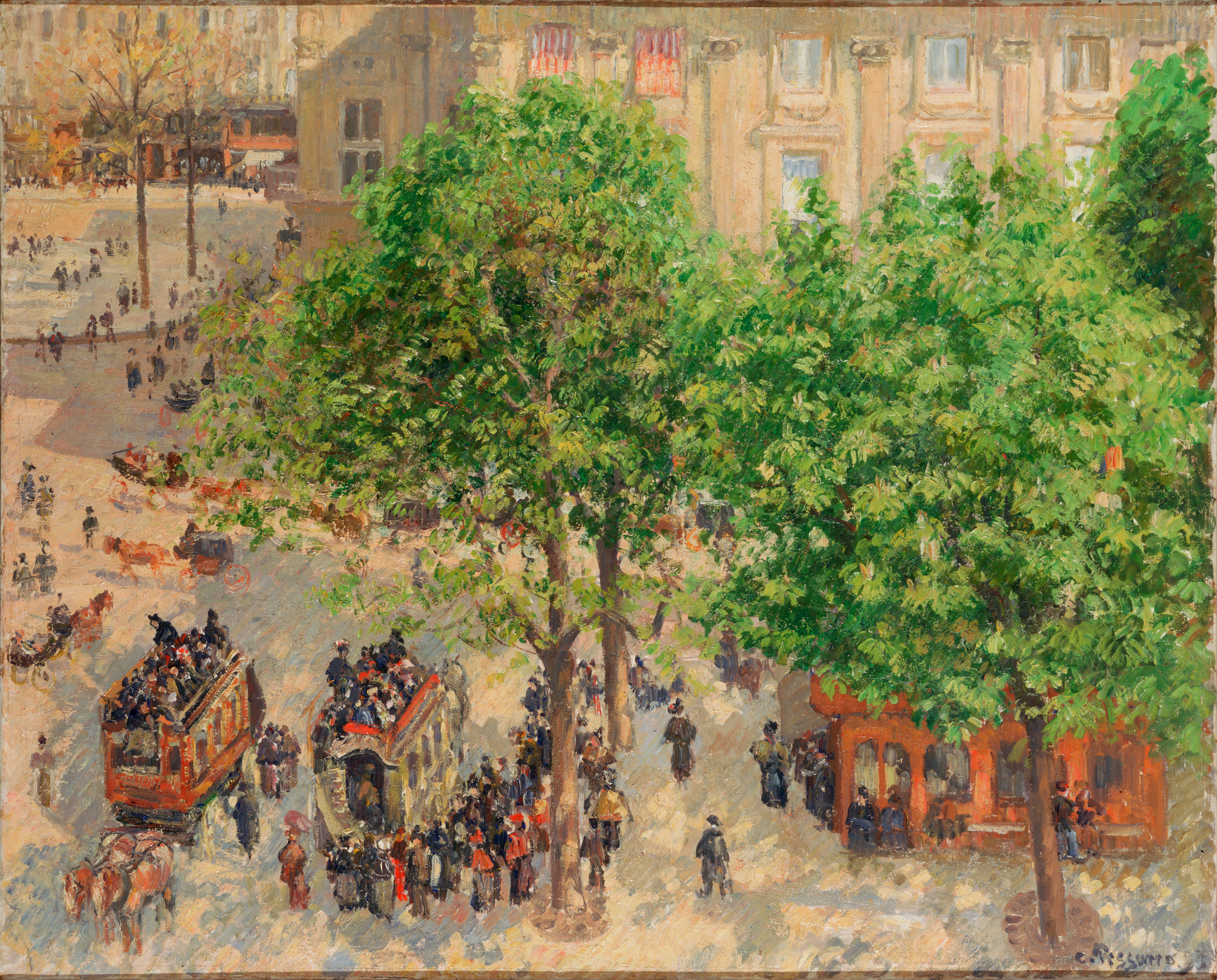
Place du Théâtre-Français au printemps, Camille Pissarro, 1898, Musée de l'Ermitage à Saint-Pétersbourg.
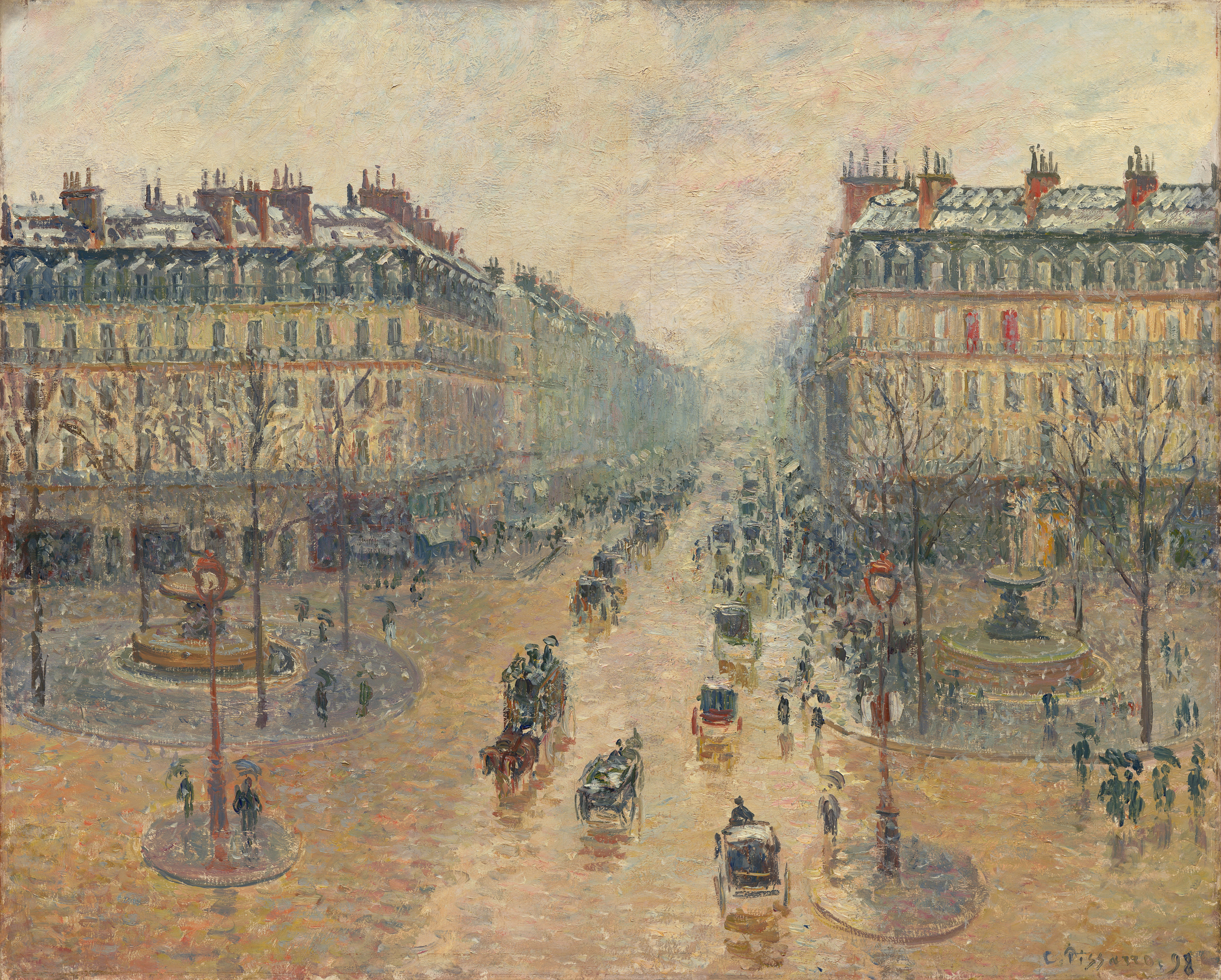
Avenue de l'Opéra, effet de neige, le matin, 1898, Camille Pissarro, Musée des Beaux-Arts Pouchkine à Moscou.
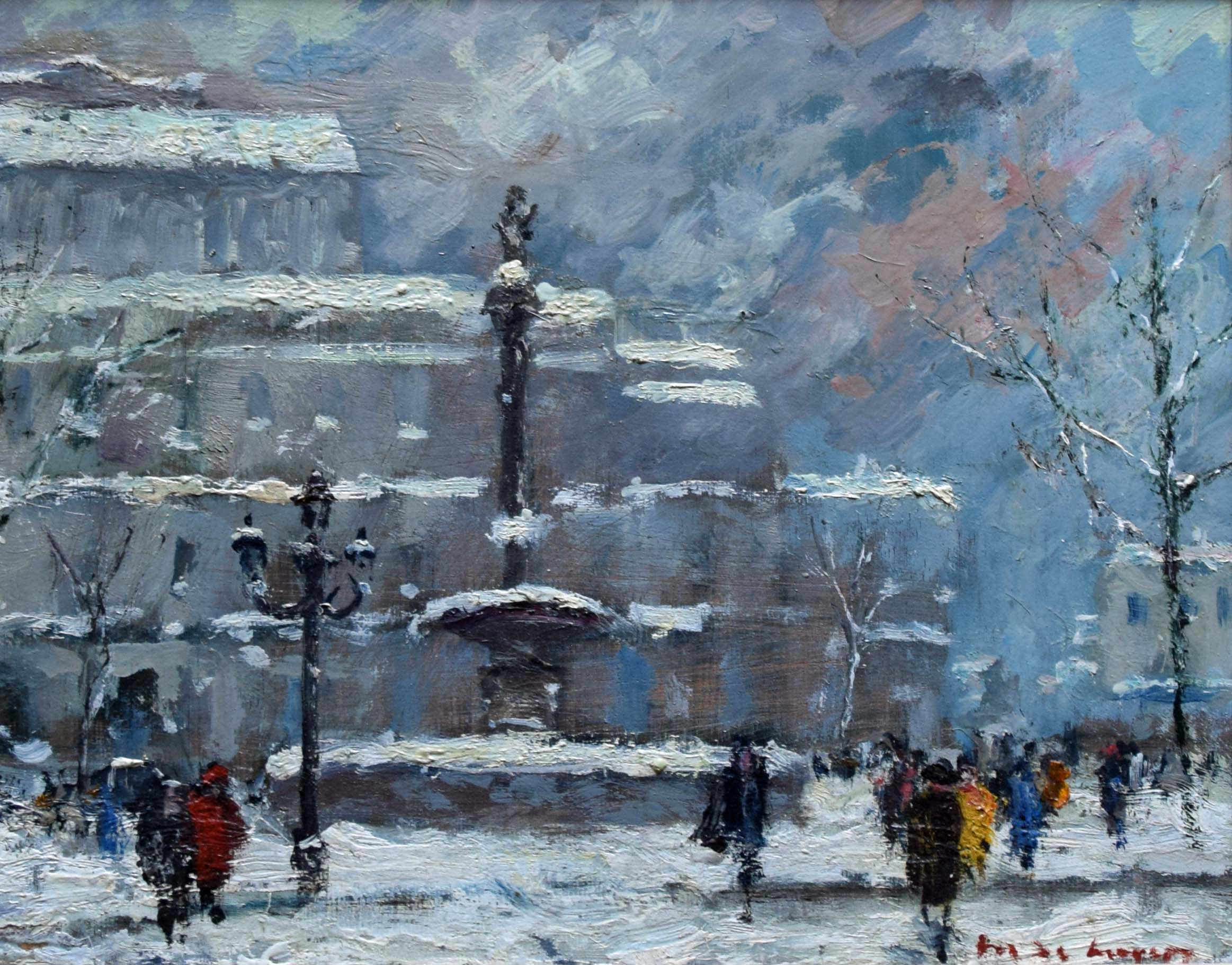
Place du Théâtre-Français, hiver, Maurice De Meyer.
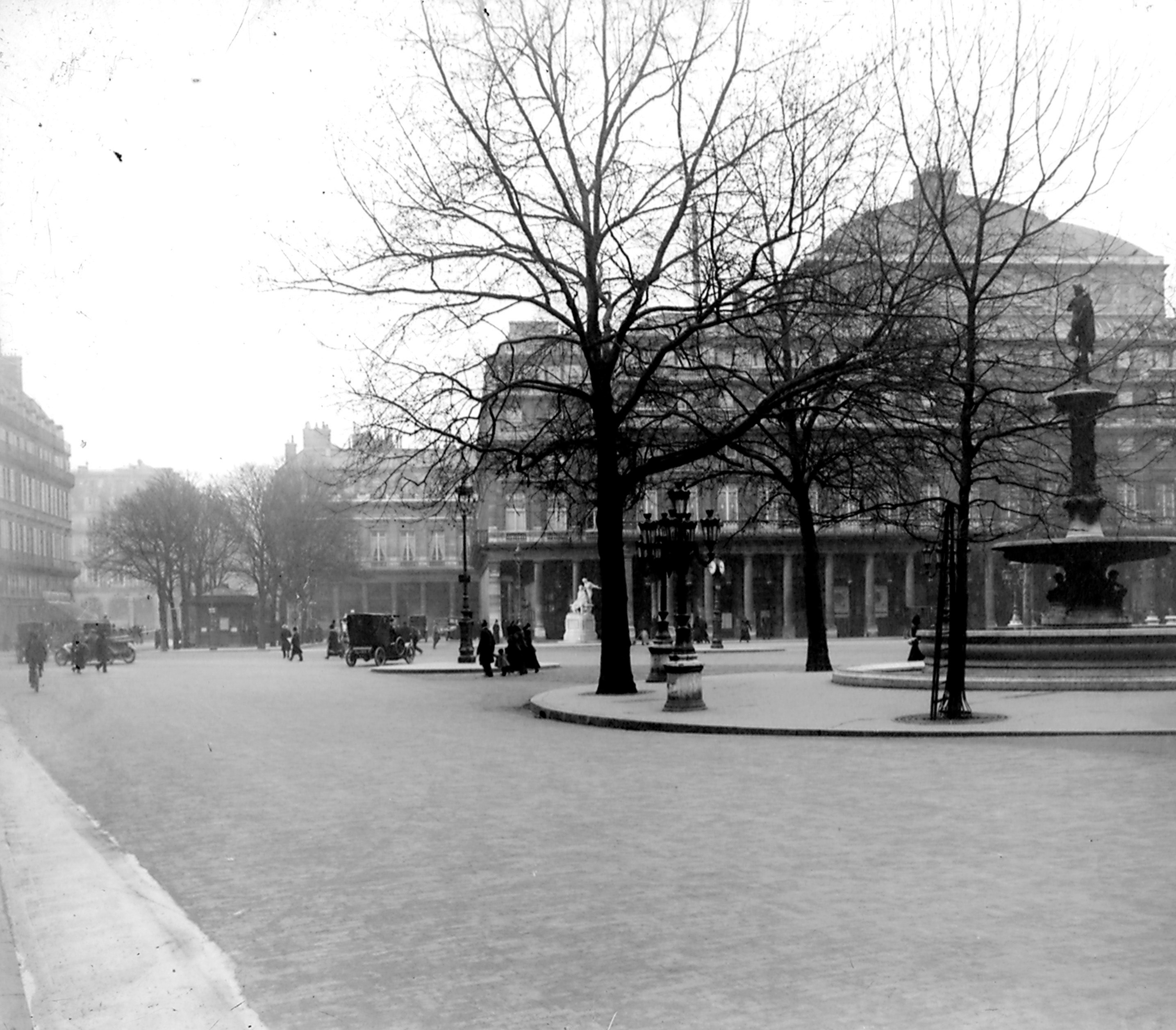
La place pendant la guerre de 1914-1918, depuis l'ouest. Au fond, la Comédie-Française (photo de Maurice Terrien).

## Pour approfondir